# Mont Maunganui
Ne doit pas être confondu avec Mount Maunganui.
Le mont Maunganui (Mount Maunganui en anglais), ou Mauao, est un cône volcanique côtier de l'île du Nord, en Nouvelle-Zélande. Il est situé à Mount Maunganui, dans la Baie de l'Abondance.